# Ан-Нуман II
Ан-Нуман II ибн аль-Асуад (ум. август 503) — царь (малик) государства Лахмидов в 499/500—503 годах, участник ирано-византийской войны 502—506 годов. Умер от ранений, полученных в сражении под Упадной.

## Происхождение и приход к власти
Ан-Нуман II был сыном лахмидского царя аль-Асуада, который впал в немилость сасанидского шаханшаха Кавада I, в 492 или 493 году был отстранён от власти и заключён в темницу. Преемником аль-Асуада был поставлен его брат аль-Мунзир II, что было обусловлено, вероятно, недоверием шаханшаха по отношению к сыну и законному наследнику аль-Асуада. Неизвестно, чем занимался ан-Нуман в период семилетнего правления своего дяди аль-Мунзира II, однако после смерти последнего (который, скорее всего, умер от старости) шаханшах утвердил царём государства Лахмидов именно ан-Нумана ибн аль-Асуада. Это произошло, судя по всему, между августом 499 и августом 500 года.

## Правление и участие в войне с Византией
Согласно мусульманским источникам, ан-Нуман II правил всего четыре года, однако о периоде его правления сохранилось довольно много сведений в византийских хрониках, что обусловлено его активным участием в Ирано-византийской войне 502—506 годов. Согласно сообщению Феофана Исповедника, в 5990 году от сотворения мира (сентябрь 497 — август 498) «арабы-скиниты из племени филарха Наамана» вторглись в Евфратисию, однако были разбиты около Вифрапса войсками стратига Евгения. Достоверо не известно, где находился Вифрапс, вероятно, его можно отождествить с селением Байт-Рас в окрестностях Халеба. Судя по всему, ан-Нуман II во главе лахмидских войск поднялся вверх по Евфрату и повернул на запад в направлении Халеба, но был разбит византийцами на подступах к городу.
У историков вызывает вопросы указанная Феофаном Исповедником датировка описанных выше событий. Сам Феофан указывает, что рейд ан-Нумана в Сирию происходил в период второго правления шаханшаха Кавада I, которое началось несколько позднее 498 года (по мнению Д. Е. Мишина, Кавад повторно занял сасанидский престол не ранее сентября 501 года). Кроме того, действия ан-Нумана должны были предшествовать началу Ирано-византийской войны в августе-сентябре 502 года, когда Кавад I двинул войска на Амиду. Исходя из анализа последовательности событий, Д. Е. Мишин считает, что рейд ан-Нумана в Сирию следует датировать весной 502 года. Этот поход, вероятно, имел своими целями провести разведку боем, разорить вражеские земли и перекрыть сообщение с Амидой, по которой первым делом планировал ударить шаханшах Кавад, а также посеять панику среди византийцев. Когда в октябре 502 года сасанидские войска не смогли с ходу взять приступом Амиду шаханшах Кавад, согласно сообщению Иисуса Столпника, направил арабские войска во главе с ан-Нуманом в область Харрана. Ан-Нуман II пересёк область Харрана, разоряя всё на своём пути, и дошёл до Эдессы. Если верить Иисусу Столпнику, в ходе этого похода было захвачено в плен 18,5 тысяч человек.
В мае 503 года византийские войска во главе с магистром армии Ареобиндом перешли в контрнаступление и отбросили персидские войска к Нисибину. В июле того же года Кавад вновь повёл свои войска в наступление и захватил лагерь Ареобинда, обратив его в бегство. Ан-Нуман во главе своих войск вновь был направлен вверх по течению Евфрата, но был остановлен в устье реки Хабур византийской армией под командованием Тимострата, дуки Каллиника. Примерно в это же время, согласно Иисусу Столпнику, византийские арабы (гассаниды или таглибиты) совершили рейд к столице Лахмидов городу Хире и захватили направлявшийся туда караван. Жители Хиры покинули город, поэтому вторгшиеся арабы не стали брать Хиру. Ан-Нуман II не смог помочь столице, так как находился в армии шаханшаха Кавада.
В августе 503 года сасанидская армия Кавада, в составе которой находился и ан-Нуман со своими арабами, подошла к селению Упадна (точно идентифицировать этот месопотамский населённый пункт пока не удалось). Навстречу Каваду выступила византийская армия под командованием магистра Патрикия, которая вскоре была разбита и отступила к Самосате. Ан-Нуман получил в сражении при Уадне серьёзные ранения, как оказалось впоследствии, смертельные. Планируя развить военный успех, шаханшах решил двинуться на Эдессу, где укрепился Ареобинд с основной частью византийских войск. Ан-Нуман заявил, что готов участвовать в походе на Эдессу, снялся с лагеря и выступил со своим войском, но спустя два дня умер, вероятно, от полученных ран. 
Смерть ан-Нумана II наступила в августе или в начале осени 503 года. Занятый военными действиями, шаханшах Кавад назначил новым правителем государства Лахмидов Абу Яфура аз-Зумайли в качестве «заместителя царя». Только через три года царём арабов был поставлен Лахмид Имру-ль-Кайс III, судя по некоторым источникам, сын ан-Нумана II.